# کستگ

کستگ یا کسگ یا گستک روستایی در دهستان زردبن بخش پیشین شهرستان راسک استان سیستان وبلوچستان است.

## جمعیت
بر پایه سرشماری عمومی نفوس و مسکن در سال ۱۳۹۵ جمعیت این روستا ۳۲۰ نفر (۱۰۴خانوار) بوده‌است.